# رابیا کوسموش
رابیا کوسموش (به ترکی استانبولی: Rabia Küsmüş) یک کاراته کای اهل ترکیه است. در مسابقات کاراته قهرمانی جهان ۲۰۱۸ که در مادرید، اسپانیا برگزار شد، در مسابقات کاتای تیمی زنان یکی از مدال‌های برنز را از آن خود کرد. وی همچنین در مسابقات کاراته قهرمانی جهان ۲۰۱۶ که در لینتس، اتریش برگزار شد، در این ماده برنده مدال برنز شد.
وی در مسابقات قهرمانی کاراته اروپا در سال ۲۰۱۸ که در نووی ساد، صربستان برگزار شد، در مسابقات کاتای تیمی بانوان، یکی از مدال‌های برنز را به دست آورد.